# Hiperostosi vertebral anquilosant
La hiperostosi vertebral anquilosant o malaltia de Forestier-Rotés és una espondiloartropatia no inflamatòria. Es caracteritza per l'ossificació dels lligaments espinals i les èntesis que porten a una anquilosi espinosa. Aquesta malaltia deu el seu nom al metge francès Jacques Forestier vegades associada amb la del reumatòleg Jaume Rotés Querol. La participació és variable, però pot involucrar tota la columna vertebral. Els espais dels discos i les articulacions interespìnoses no es veuran afectats. Clàssicament, la malaltia avançada pot aparèixer en les radiografies i al llarg de la columna vertebral l'aspecte d'"espelma amb la cera fosa".
La calcificació i ossificació és més comú en el costat dret de la columna vertebral. En les persones amb dextrocàrdia i situs inversus aquesta calcificació es produeix al costat esquerre, el que confirma el paper de l'aorta toràcica descendent en la prevenció de les manifestacions.